# Simen Oscar Fredrik Omang
Simen Oscar Fredrik Omang (23 de marzo de 1867-29 de noviembre de 1953) fue un botánico noruego.

## Biografía
Omang nació en Hamar el 23 de marzo de 1867 y realizó su doctorado en 1895. Se especializó en el género Hieracium y describió varias especies nuevas del género. Omang distribuyó una serie de especímenes similares en obras de conjuntos publicados exsiccata, a los que denominó Specimina selecta Hieraciorum Norvegiae.
Fue el padre de Reidar Omang.